# 尔玛依娜
尔玛依娜（羌语：Rrmea Yina，1985年6月9日—），四川省阿坝藏族羌族自治州理县米亚罗镇人，羌族，汉名余红艳。根据她自己的解释，尔玛是羌人的意思，依娜就是羌语里的锅庄（一种民族舞蹈）。2005年被TOM网网友冠以天仙MM称号，因网络推手“立二”的推广，成为网络名人。

## 成名经历
2005年8月初，一个ID叫「浪迹天涯何处家」的成都网友（本名：杨军）独自驱车在四川阿坝州旅游时深入羌寨，路上偶遇尔玛依娜。这个清纯美丽的羌族姑娘让杨军眼前一亮，便征得她同意拍下了一组照片。回成都后，以《单车川藏自驾游之：惊见天仙MM？！》为名，在TOM网站的一个汽车论坛上发表了其惊遇天仙MM的故事，将尔玛依娜的照片一一上传，引起论坛热烈讨论“天仙MM”这一名字由此叫开。 
随后，“天仙MM”的身影出现在各大BBS社区里，由此引来了激烈的评论，怀疑的观点也为数不少,不少人人认为从照片上看该女子与周围当地农家人在气质外貌都不尽相同，由此认为这是专业模特特地深入当地着当地服饰拍摄的;但同样也有相当多讚不絕口的评论;如此一来,“天仙MM”的人气直线飙升，有些网站上相关帖子的点击数在一天内竟超过了10万次，而最初贴出“天仙MM”的TOM汽车论坛，此帖一个月来高居论坛人气排行榜榜首。其后，改到男人帮论坛发贴，形成了众多的fans称为“纳米”，“快马”就是其中最著名的“纳米”之一，曾经有新闻报道“南京网友‘快马’痴迷天仙妹妹，自掏30万为其出画册”,更助长了天仙MM的人气。
为方便网友参与讨论，男人帮网站还专门为“天仙MM”建立了一个论坛(https://web.archive.org/web/20140908113811/http://bbs.nanren8.com/ )， 腾讯公司还特地为“天仙MM”提供了两个新QQ号，作为她与网友直接交流的一个专用平台。专门为天仙妹妹的介绍的各类网站、网站专版、论坛、论坛专版曾经一度多达700多个,百度搜索的相关网页也曾高达121万项,GOOGLE上也达到了720,000项，并同时长期在百度十大风云人物榜占据第一的宝座。
2005年12月份，“天仙MM”参加了门户网站的年终人物评选，在搜狐的《2005年新生代偶像评选》中，力压李宇春、刘翔、言承旭等偶像明星，以44%的高得票率获得冠军。在网易的《2005年网络人气王》大赛中，从150名著名网络人气中脱颖而出，战胜李宇春、周星驰等获得亚军！并先后接受了四川在线、tom、搜狐、网易、腾讯、深圳新闻网等国内著名网站的采访和视频网络现场直播；成为名副其实的2005年的网络人气王。

## 现实状态
2005年9月，“天仙妹妹”的超强人气引来当地媒体的关注；随着“天仙妹妹”在网络人气的不断攀升，传统媒体也开始了对尔玛依娜的采访和报道。到目前为止，尔玛依娜已经接受多家媒体的采访报道：中央电视台二套《社会记录》元旦三天专辑、中央电视台七套，中央电视台12套、上海卫视《深度105》《2006年上海新年晚会》中和张娜拉等一线红歌星同台演唱、另外还有四川卫视、重庆卫视、成都电视台、南京电视台 台湾东森电视等多家电视台的专题采访，所制作的专题片已经播出。此外，尔玛依娜还接受了《四川日报》《世界经济导报》、《解放日报》、《知音》、《E时代周报》、《华西都市报》、《成都商报》、《新周刊》、《游遍天下》等数十家报纸、杂志以及电台的采访。同时被各大报纸转载并成为多家著名杂志的封面人物。
天仙妹妹清纯美丽的形象及其代表的羌族文化也引起了有关部门和企业的关注。2005年9月，尔玛依娜接受四川省理县政府的邀请担任理县旅游大使。2005年10月，天仙妹妹以6位数的身价成为中国电信四川阿坝州分公司代言人以及西南最大门户网站天府热线网站代言人。曾担任国内首家电子杂志DIGJOY的首席主播；同时参加2005年四川春节联欢晚会。而在晚會所唱《爾瑪吉瑪》一曲，更成為尔玛依娜日後到處登台/路演時，必定表演的一首單曲。
2006年，天仙妹妹成為索尼爱立信（Sony Ericsson）的代言人，同時並與中國兒童少年基金会合作，成立爾瑪依娜专项基金，幫助山區兒童上學。
現在，天仙妹妹踏出明星生涯的第一步，為了宣傳手機及爾瑪依娜专项基金走遍大江南北作宣傳活動，並分別接拍了首飾、竹地版廣告及電影《香巴拉信使》。2007年6月，爾瑪依娜在四川拍攝，展示羌文化的首部電影《爾瑪的婚禮》。更參加了《祝福北京》的選舉，成為56個民族祝福北京奥运使者，羌族的代表者。
2007年11月，推出新曲《問候媽媽》後，爾瑪依娜進入中央戏剧学院學習，減少了很多商業活動。期間，爾瑪依娜拍攝了首部電視劇作品《回家》。
2008年，爾瑪依娜正式接拍主旋律题材電視劇《绝密1950》。並在拍攝期間，收到北京奥组委公布的喜訊，尔玛依娜当选为北京奥运火炬手。9月，爾瑪依娜主演的非主流電影，《尔玛的婚礼》被邀请并入围了第四届好莱坞（中国）国际电影节。

## 與“浪兄”解约
2008年春節期間，適逢爾瑪依娜進入中央戏剧学院深造，亦传出爾瑪依娜與浪兄(杨军)解约。2008年3月，傳媒在祝賀爾瑪依娜當選奥运火炬手次同時，亦追問爾瑪依娜與浪兄的情況。追問下，爾瑪依娜證實了，於2008年春節前，在北京與浪兄解约了。

## 經歷摘要
- 2003年以前，喜欢唱歌，跳舞，曾在某地方艺术团做舞蹈演员
- 2004年，在四川省群众声乐舞蹈比赛中以《藏羌铃鼓舞》获奖
- 2005年，因父亲生病辞职回家照顾父亲，务农
- 2005年，照片被游客上传到网络开始走红，走红时自己并不知晓
- 2005年，参加上海新年晚会，同成龙、谭咏麟、张娜拉等同台演出
- 2005年末，推出三首单曲：《尔玛吉玛》、《温暖如绵》、《咂酒歌》
- 2006年，成為索尼爱立信“簡·悅”系列手機之代言人
- 2006年5月，與春蕾计划成立“春蕾计划尔玛依娜专项基金”帮助少数民族女童及更多的贫困女童上学。
- 2006年7月，接拍了根据凉山州木里马班邮路王顺友真实事迹改编的故事片《香巴拉信使》
- 2007年6月，天仙妹妹在四川拍摄展示羌文化的首部电影《尔玛的婚礼》
- 2007年8月，天仙妹妹被选为2008年北京奥运会《祝福北京》羌族代表
- 2007年11月，据報章消息，天仙妹妹進入了中央戲劇學院進修。其後亦在其博客中確認此事屬實。
- 2008年1月，拍攝首部電視劇作品《回家》
- 2008年3月，天仙妹妹当选奥运火炬手 [5]
- 2008年9月，天仙妹妹主演的《尔玛的婚礼》，成為第四屆好萊塢（中國）國際電影節参展影片之一[6]

## 曾代言的商品/機構
- 天府热线
- 中国电信
- 理县旅游大使
- Digjoy 網上媒體
- 索尼爱立信（Sony Ericsson）
- 南京施尔美医院
- 春蕾计划
- 康盛竹地版
- 《Game淘》明星三缺一／明星斗地主
- 响玲公主
- 《倾国倾城》绿色使者
- 粉丝联盟
- 56個民族《祝福北京》奧運使者（羌族代表）

## 曾演出之作品

### 電影
- 2007年：《香巴拉信使》（飾 翔秋(王雨生)）
- 2007年：展示羌文化的首部電影《尔玛的婚礼》（飾 尔玛依娜）
- 2009年：《大追求》[7] （飾 小宝）
- 2011年：《云上的人家》 [8]（飾 杨美思）
- 2012年：《青木川传奇》[9]（飾 杨美琪）
- 2013年：《正骨》 （饰 梅珍）
- 2014年：《夜半梳头》 [10]（飾 医生）
- 2014年：《莫朵格依》[11]（飾 依娜）
- 2014年：《斗茶》[12]（飾 洛凝）
- 2015年：《十年·爱》[13]（飾 爱妮）
- 2016年：《夺命稻草人》[14]
- 2016年：《零八三七》 [15]（飾 韩湘子）
- 2016年：《碟仙归来》（飾 叶子）
- 2017年：《北纬二十八度》（饰 奢佣）

### 電視劇
- 2008年：CCTV欢乐家庭贺岁剧《回家》[16] （飾 丁丁）
- 2008年：《绝密1950》[17]（飾 陈沛云）
- 2011年：《抗日奇侠》[18]（飾 宋无娇）
- 2013年：《戒烟不戒酒》 [19]（飾 陈蒙蒙）
- 2013年：《军刺》 [20]（飾 苏楚桥）
- 2013年：《终极任务》[21]（飾 苏如娇）
- 2013年：《李家大院》[22]（飾 翠莲）
- 2014年：《敌后英雄》[23]（飾 谢兰花）

### 舞台劇
- 2010年：《金沙》[24]（飾 金）